# Ложница (Вранча)
Ложница (рум. Lojnița) насеље је у Румунији у округу Вранча у општини Киождени. Oпштина се налази на надморској висини од 606 m.

## Становништво
Према подацима из 2002. године у насељу је живело 103 становника, од којих су сви румунске националности.